# إرنست رينشو
إرنست رينشو (بالإنجليزية: Ernest Renshaw)‏ مواليد 3 يناير 1861 في وركشير، إنجلترا - الوفاة 2 سبتمبر 1899 في ولتهم ست لورنس، إنجلترا، كان لاعب كرة مضرب إنجليزي بدأ مسيرته كمحترف سنة 1879 وكان يلعب باليد اليمنى، اعتزل اللعب في 1897. كما أنه أحد أبطال الجراند سلام. أعلى تصنيف له في الفردي كان المركز الـ 1 في سنة 1887.

## بطولات حققها
- بطولة ويمبلدون

## النهائيات

### الفردي (الألقاب 4, الوصافة 1)
| الحصيلة | السنة               | البطولة        | الأرضية | المنافس في النهائي | النتيجة في النهائي      |
| ------- | ------------------- | -------------- | ------- | ------------------ | ----------------------- |
| الوصافة | بطولة ويمبلدون 1882 | بطولة ويمبلدون | عشبية   | وليام رينشو        | 6–1, 2–6, 4–6, 6–2, 6–2 |
| الوصافة | بطولة ويمبلدون 1883 | ويمبلدون       | عشبية   | وليام رينشو        | 2–6, 6–3, 6–3, 4–6, 6–3 |
| الوصافة | 1887                | ويمبلدون       | عشبية   | هربرت لاوفورد      | 1–6, 6–3, 3–6, 6–4, 6–4 |
| الفوز   | 1888                | ويمبلدون       | عشبية   | هربرت لاوفورد      | 6–3, 7–5, 6–0           |
| الوصافة | 1889                | ويمبلدون       | عشبية   | وليام رينشو        | 6–4, 6–1, 3–6, 6–0      |

## روابط خارجية
- إرنست رينشو على موقع رابطة محترفي التنس (الإنجليزية)
- إرنست رينشو على موقع قاعة مشاهير كرة المضرب الدولية (الإنجليزية)
- إرنست رينشو على موقع أرشيف التنس.كوم (الإنجليزية)
- إرنست رينشو على موقع خلاصة التنس.كوم (الإنجليزية)